# ヒュー・ダヴランシュ (初代チェスター伯)

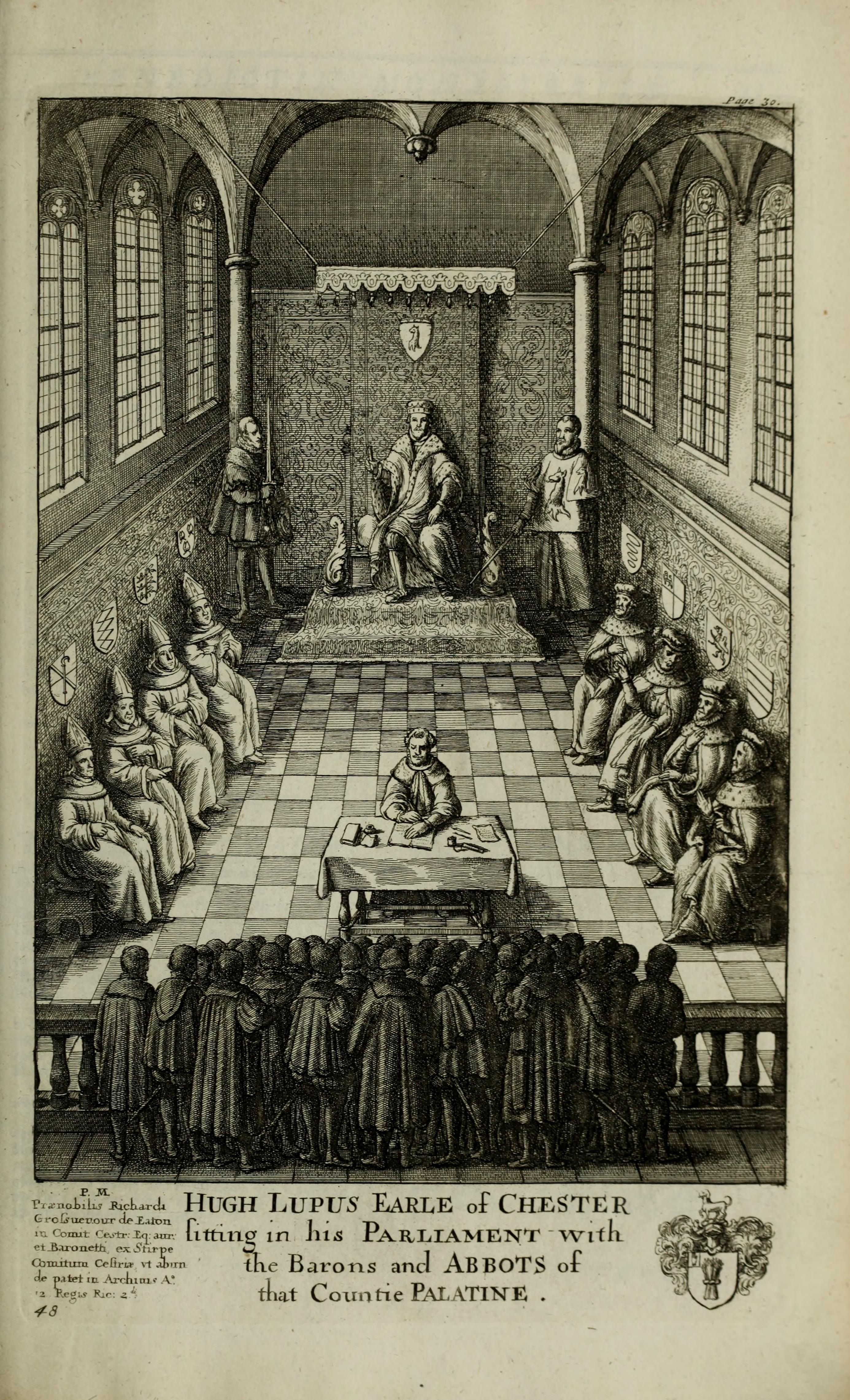
「宮中伯領の貴族や修道院長らと共に議会に出席するチェスター伯ヒュー・ルプス」。1656年以降のヴェンツェスラウス・ホラーによる版画。

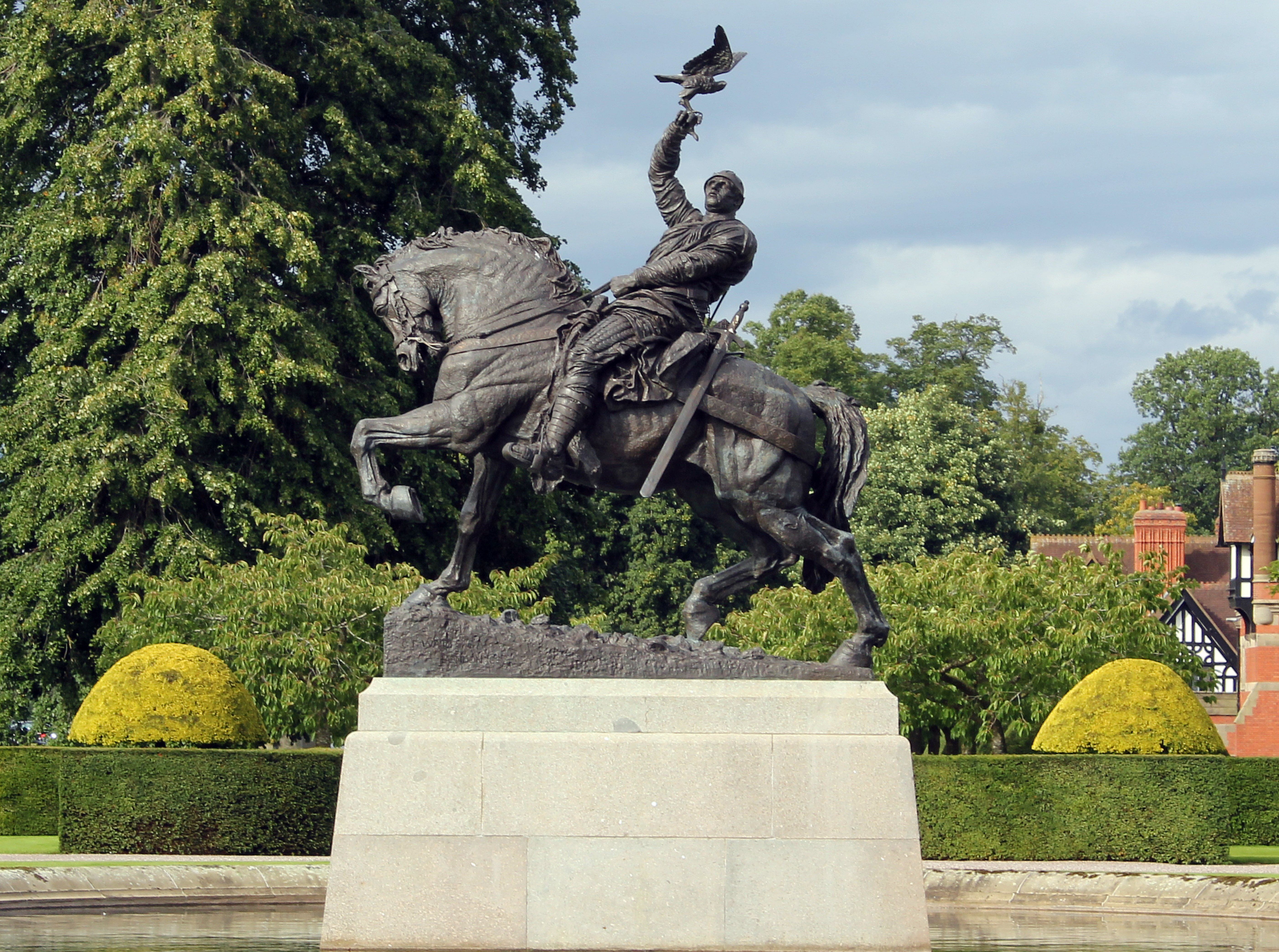
チェシャーのイートン・ホールにある、馬に乗って鷹狩りをするヒュー・ルプスの騎馬像（ジョージ・フレデリック・ワッツ（1817-1904）作）

初代チェスター伯ヒュー・ダヴランシュ（Hugh d'Avranches, 1st Earl of Chester, 1047年ごろ - 1101年7月17日）は、初期のノルマン朝イングランドの有力者の一人。

## 生涯

### 出自
ヒュー・ダヴランシュは、アヴランシュ子爵リチャード・ル・ゴズの息子として1047年ごろに生まれた。母は伝承ではウィリアム征服王の異母妹エマ・ド・コントヴィルであるとされるが、ルイス（2014）は、この特定は「不十分な証拠に基づいて」行われたものであり、母親は不明であるとしている。キーツ＝ローハン（1999）は、この伝承を裏付ける資料の質の低さを認めながらも、ヒューとウィリアム征服王の間に何らかの血縁関係があったと主張している。

### チェスター伯位の獲得
1071年、チェスター伯ガーボド・ザ・フレミングはフランスのカッセルの戦いで捕虜となり、幽閉された。ウィリアム征服王はこの状況を利用し、チェスター伯位の空位を宣言した。チェスターを含むチェシャーはウェールズ辺境地帯の戦略的な位置にあって宮中伯領であり、ウィリアム征服王は伯領に加え、その地位に基づく権限もヒューに与えた。この立場により、ヒューは従兄弟のロバート・オブ・ルズランやナイジェル・オブ・コタンタンなど、多くの世襲貴族を任命した。
また、ヒューは最後のサクソン人マーシア伯エドウィン（1071年没）が所有していた地方の荘園の多くも受け継いだ。
父の死後、1082年にヒューは父の跡を継ぎアヴランシュ子爵となった。ヒューはベネディクト会の修道士で神学者の聖アンセルムスを友人とし、生涯にわたってノルマンディーのサン＝スヴェール＝カルヴァドス、チェスターの聖ワーバーグ修道院などのベネディクト会修道院を創建したほか、ノース・ヨークシャーのウィットビー修道院に土地を寄贈した。ヒューは1088年の反乱の間もウィリアム2世に忠誠を誓い続けた。後にヘンリー1世に主要顧問の一人として仕えた。

### ウェールズにおける戦い
ヒューはウェールズにおける戦いに多くの時間を費やした。ロバート・オブ・ルズランと共に、北ウェールズの大部分を征服した。当初、ロバートは領主の家臣として北東ウェールズを支配していた。1081年、グウィネズ王グリフィズ・アプ・クヌンは、コルウェン近郊での会合において、側近の一人の裏切りによって捕らえられた。グルフィズはヒューによってチェスターの城に幽閉されたが、王国を引き継いで王の直属の封臣として統治したのはロバートであった。1093年にロバートがウェールズの襲撃隊によって殺されると、ヒューはこの土地を占領し、北ウェールズのほとんどの支配者となったが、捕虜から逃亡したグリフィズ・アプ・クヌンが率いた1094年のウェールズの反乱でアングルシー島とグウィネズ王国の残りの大部分を失った。

### ノルウェーの侵攻
1098年の夏、ヒューは第2代シュルーズベリー伯ヒュー・オブ・モントゴメリーと連合し、グウィネズでの損失を取り戻そうとした。グリフィズ・アプ・クヌンはアングルシー島に撤退していたが、アイルランドのデンマーク人居留地から雇った艦隊が寝返ったため、アイルランドへ逃れることを余儀なくされた。ところが、マグナス裸足王として知られるノルウェー王マグヌス3世率いるノルウェー艦隊の到着で状況は一変し、この艦隊はメナイ海峡東端付近でノルマンディー軍を攻撃した。シュルーズベリー伯ヒューはマグヌス自身が放ったとされる矢に当たって死亡した。ノルマンディー軍はアングルシー島から撤退せざるを得なくなり、翌年アイルランドから戻ったグリフィズに領有権を委ねることとなった。ヒューはグリフィズと協定を結んだようで、この地を再び奪還しようとはしなかった。

### 死
ヒューは病に倒れ、1101年7月13日に自らの宗教施設である聖ワーバラ修道院（現在のチェスター大聖堂）で修道士となり、4日後の1101年7月17日にそこで亡くなった。チェスター伯位は息子リチャードが継承し、ウィリアム征服王の孫娘であるマティルド・ド・ブロワと結婚した。リチャードとマティルドは共に1120年のホワイトシップ号の沈没事故で亡くなり、伯位はヒューの甥ラヌルフ・ル・メシンに継承された。ラヌルフは、ヒューの妹マーガレットとその夫でバイユー子爵ラヌルフ・ド・ブリケサールの息子である。
ヒューは「大食い、浪費、そして放蕩」で記憶されることになる。太っていたことから、「ル・グロ（肥満伯）」というあだ名が付けられた。ヒューはウェールズ人との戦いでの残忍な凶暴さから、死後「ルプス（Lupus、狼）」とも呼ばれることになった。

## 結婚と子女
ヒューはクレルモンタン＝ボーヴェーズィー伯ユーグ1世の娘、エルマントルド・ド・クレルモンと結婚し、1男をもうけた。
- リチャード（1094年 - 1120年） - 第2代チェスター伯

また、何人かの庶子をもうけた。
- ロバート - ベリー・セント・エドマンズ修道院長
- オトゥアー・フィッツカウント（1120年没） - ホワイトシップの遭難で異母兄リチャードとともに亡くなる

また、王室判事ジェフリー・リデルの妻となったジェヴァもヒューの庶子といわれている。